# His Name Is Alive
His Name Is Alive – projekt muzyczny założony przez multiinstrumentalistę Warrena Defevera w Livonii w stanie Michigan. Muzyka His Name Is Alive to eksperymentalny pop, a inspiracje zespołu obejmują tak różne gatunki muzyczne jak art rock, electronica, avant-pop, funk, R&B, blues, jazz i soul.

## Historia
Defever zapoczątkował nagrania pod nazwą His Name Is Alive w 1986 roku, zainspirowany artystami takimi jak Eddie Cochran, King Tubby, Jimi Hendrix, Leadbelly, i nagrywającym dla 4AD Records – Cocteau Twins. W pierwszych latach istnienia zespołu wokalistkami były Angie Carozzo i (później) Karin Oliver, koleżanka z grupy Defevera na jego studiach na Eastern Michigan University (które porzucił, koncentrując się na tworzeniu muzyki). HNIA nagrali trzy kasety, które zainteresowały brytyjską wytwórnię 4AD. Livonia, pierwszy album His Name Is Alive, ukazał się w 1990 roku.
W następnym roku ukazała się płyta Home Is In Your Head. Defever odszedł na tej płycie od eterycznego klimatu pierwszego wydawnictwa na rzecz oszczędniejszych aranżacji; zaskoczeniem były także teksty ujawniające dziwne poczucie humoru frontmana i ilość utworów na płycie (23, z czego niektóre trwające tylko minutę).
Mouth By Mouth pojawiła się w 1993. Na trzeciej płycie Defever zaangażował wielu muzyków z zewnątrz, w tym nowego perkusistę Treya Many'ego. Połowa utworów z płyty była autorstwa grupy The Dirt Eaters, której Defever był członkiem. Odróżniał się stylistycznie od dwóch wcześniejszych wydawnictw HNIA, zawierając bardziej rockowe brzmienia.
W 1996 roku, po trwających trzy lata nagraniach, ukazał się album Stars On E.S.P.. Album był wyrazem kolejnego stylistycznego zwrotu, a krytycy muzyczni odnajdywali w nowej muzyce HNIA wpływy muzyki dawnej i surf-rocka. W podobnej stylistyce był utrzymany album z 1998 roku, Ft. Lake, na którym nowa wokalistka Lovetta Pippen zaśpiewała w trzech utworach („No Hiding Place”, „Wishing Ring”, „Everything Takes Forever”), nadając im wyraźnie bluesowy charakter. W innych utworach można usłyszeć awangardową artystkę, Darę, znaną z kilku wcześniejszych EPek zespołu i z utworu „Library Girl” pochodzącego z kompilacji 4AD All Virgos Are Mad.
W 2000 roku Defever, po zakończeniu wieloletniej współpracy z Karin Oliver dokonał najbardziej kontrowersyjnej i dzielącej fanów zespołu wolty artystycznej, obierając kierunek wyznaczony przez twórców psychodelicznego R&B, takich jak Jimi Hendrix i Isley Brothers. Album Someday My Blues Will Cover The Earth, którego wydanie opóźniło się o rok z powodu rozwiązania wytwórni fonograficznej, ostatecznie ukazał się w 2001 roku. Last Night ukazał się w roku następnym, również z kilkumiesięcznym opóźnieniem.
Pod koniec 2002 roku ogłoszono, że His Name Is Alive nie jest już związany kontraktem z 4AD: jedne plotki mówiły o zerwaniu współpracy, inne o przyjacielskim porozumieniu. Kolejne albumy były wydawane przez niezależne wytwórnie lub sam zespół. Pod koniec 2003 roku ukazało się wydawnictwo timeSTEREO nowego materiału HNIA, Brown Rice. Tytuł płyty został pożyczony od longplaya Dona Cherry’ego z lat 70. Płyta była w sprzedaży na niektórych koncertach zespołu i później, pod koniec 2004 roku, przez internet, na stronie timeStereo.  Detroit River, kompilacja remiksów i utworów z sesji nagraniowej ostatniego albumu, była sprzedawana na koncertach w 2004 roku.
W 2005 roku Defever założył label Silver Mountain Media Group, i wydał kolejne albumy Raindrops Rainbow i Detrola.

## Dyskografia
Albumy
- Livonia (1990) (4AD) His Name Is Alive - Return To Never (Home Recordings 1979-1986 Vol 2) [
- Home Is In Your Head (1991) (4AD)
- Mouth By Mouth (1993) (4AD)
- Stars On ESP (1996) (4AD)
- Radio LP (1998) (timeSTEREO)
- Ft. Lake (1998) (4AD)
- Emergency (2000) (timeSTEREO)
- When the Stars Refuse to Shine (2000) (timeSTEREO)
- Someday My Blues Will Cover The Earth (2001) (4AD)
- Last Night (2002) (4AD)
- Brown Rice (2005) (timeSTEREO)
- Summer Bird LP (2005) (Ypsilanti)
- Detrola (2006) (Silver Mountain)
- Return to Never (Home Recording 1979-1986 Vol 2)  (2020) (Disciples)

Single i EPki
- The Dirt Eaters (1992) (4AD)
- Universal Frequencies (1996) (4AD)
- Nice Day (1997) (4AD)
- Melody Farm [split - razem z Little Princess] (1998) (Shaolin Temple / timeSTEREO)
- Freebie Single (1998) (4AD)
- Can't Always Be Loved (1998) (4AD)
- Happy Blues / One Year (2001) (4AD)
- Nothing Special (2001) (4AD)
- Raindrops Rainbow (2005) (Silver Mountain)

Kompilacje i remiksy
- King Of Sweet (1993) (Perdition Plastics)
- Sampler (1993) (4AD)
- Radio LP (1998) (timeSTEREO)
- Always Stay Sweet (1999) (4AD)
- Early Music Volume 1 (1985-1989) (2000) (timeSTEREO)
- RMX's 1995-2000 (2000) (timeSTEREO)
- Rare Tracks in the Snow (2000) (timeSTEREO)
- Spring Can Really Hang You Up The Most (2001) (timeSTEREO)
- Heart and Hand [10 CD box set]  (2001) (timeSTEREO)
- Cloud Box [10 CD box set] (2004) (timeSTEREO)
- Someday RMX (2006) (Silver Mountain)

Albumy live
- Sound of Mexico (1995) (timeSTEREO)
- Finer Twilights (1997) (timeSTEREO)
- Golden City (1997) (timeSTEREO)
- Great Lake States Blues (1997) (timeSTEREO)
- Ten Years Long Time (2000) (timeSTEREO)
- In the West (2000) (timeSTEREO)
- In the East (2000) (timeSTEREO)